# Молбо (река)
Молбо́ (в верховье Молво) — река в Иркутской области и Якутии, левый приток Чары.
Длина реки — 334 км, площадь бассейна — 6040 км². Берёт начало и течёт по северо-восточной окраине Патомского нагорья. Питание преимущественно снеговое. Половодье длится с мая по сентябрь. Замерзает в октябре, вскрывается в мае.

## Притоки
Объекты перечислены по порядку от устья к истоку.
- 14 км: Бокуут
- 20 км: Хара-Юрэх
- 25 км: Бэстээх
- 31 км: Мэкчиргэлээх
- 47 км: Аксалов-Мэлэсэтэ
- 64 км: Килэдьимэ
- 94 км: Муустаах-Тутукаан
- 100 км: Былахай
- 108 км: Кюлюдюмэ
- 126 км: Ейююмюлээх-Тутукаан
- 150 км: Муус-Тутукаан
- 170 км: Тээн-Юрюйэлэрэ
- 179 км: Тээн-Юрюйэлэрэ
- 191 км: Тээн-Юрюйэлэрэ
- 208 км: Марыкта
- 213 км: Куду-Юрюйэ
- 216 км: Айан-Юрэгэ
- 226 км: Синньигэс
- 229 км: Нырыылаах-Юрэх
- 231 км: Хатынкалаах
- 238 км: Сыгынах-Юрюйэ
- 250 км: Марыкта
- 273 км: Сыппылаах
- 288 км: река без названия
- 290 км: река без названия
- 299 км: Открытый
- 305 км: Ильинский
- 328 км: Перся